# Beyond Divinity
Beyond Divinity — ролевая игра от студии Larian Studios, выпущенная в 2004 году. На территории России локализованная версия вышла под названием «Beyond Divinity: Оковы судьбы» 5 августа 2004 года.

## Игровой процесс
Как и в Divine Divinity, игровой процесс близок к серии Diablo. Однако под управлением игрока оказывается не одиночный протагонист, а партия, состоящая из двух персонажей — паладина и рыцаря смерти. Паладина можно создать с нуля, а у рыцаря смерти кастомизация сводится к выбору класса и распределению очков умений — его имя и внешность задана разработчиками. В случае, если обоим персонажам выбран один и тот же класс, появляются дополнительные навыки и умения.

## Сюжет
История Beyond Divinity происходит через 20 лет после оригинальной игры. Игрок берет на себя роль служащего святому паладину, который ненавидит и убивает некромантов. В ходе битвы с особенно подлым некромантом, паладина захватывает демон Самуэль и отправляет в другую вселенную, где герой становится связанным с рыцарем смерти, созданием зла. Паладин и герой должны вместе найти выход из положения. Одержать победу — держаться пути к своей участи, которую игрок выбирает сам. Потерпеть поражение — навсегда остаться тем, кем тебя сделали.

## Оценки
| Сводный рейтинг    | Сводный рейтинг |
| Агрегатор          | Оценка          |
| ------------------ | --------------- |
| GameRankings       | 72,17 %         |
| Metacritic         | 73/100          |
| Иноязычные издания |                 |
| Издание            | Оценка          |
| CGW                | [ 4 ]           |
| GameSpot           | 7,9/10          |
| GameSpy            | [ 6 ]           |
| GameZone           | 8/10            |
| IGN                | 8/10            |
| PC Gamer (UK)      | 62 %            |
| PC Gamer (US)      | 78 %            |
| PC Zone            | 71 %            |

Игра получила средние отзывы от критиков по данным агрегатора рецензий Metacritic.